# Força Aérea e de Defesa Aérea da Croácia
A Força Aérea e de Defesa Aérea da Croácia (Croata: Hrvatsko ratno zrakoplovstvo ou HRZ) é um ramo das Forças Armadas da Croácia, cuja principal tarefa é garantir a soberania do espaço aéreo da República da Croácia e fornecer apoio da aviação a outros ramos na implementação de suas tarefas em operações conjuntas. É também a transportadora e organizadora do sistema integrado de defesa antiaérea do país. 
A aeronave principal de combate da Croácia, desde a década de 1990, é o MiG-21 fabricado na antiga União Soviética, porém com planos de substituição ainda não definidos.

## Imagens

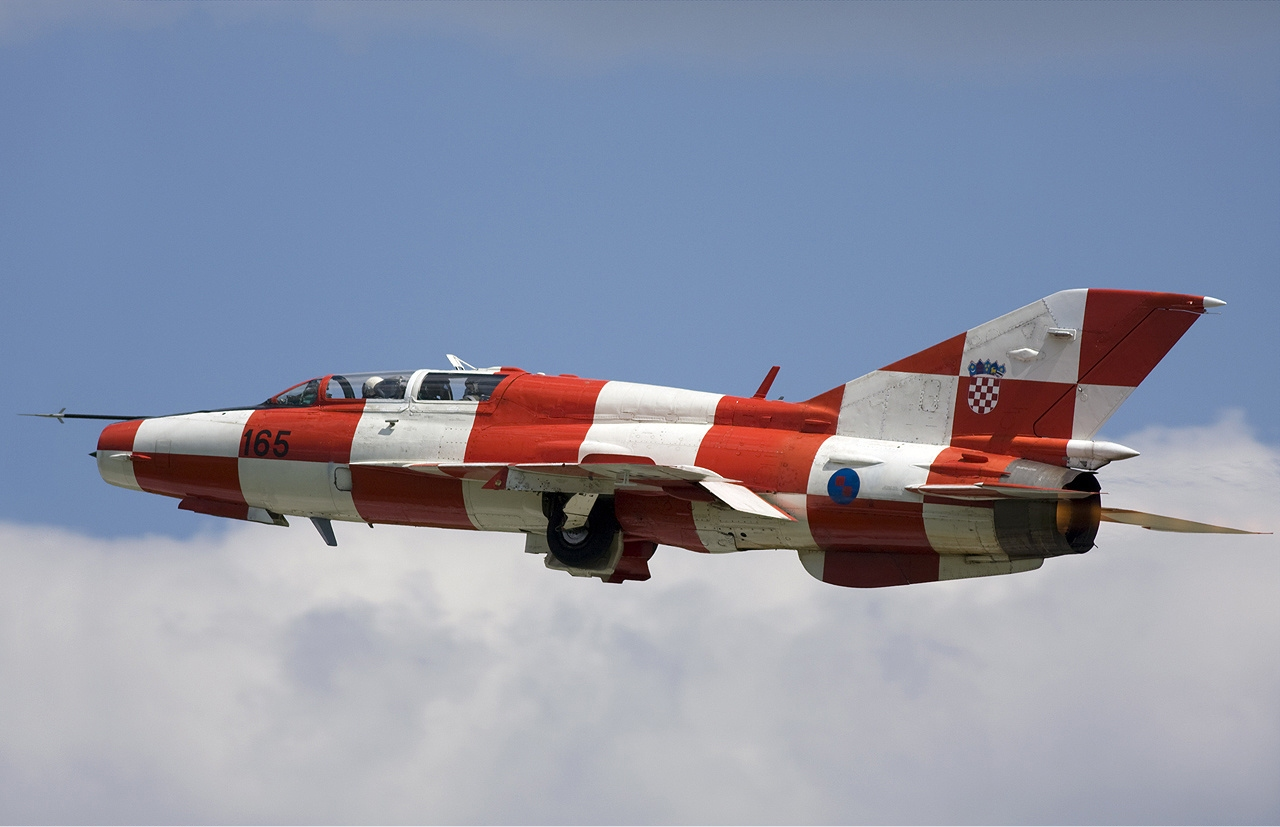
Um caça Mig-21 croata.
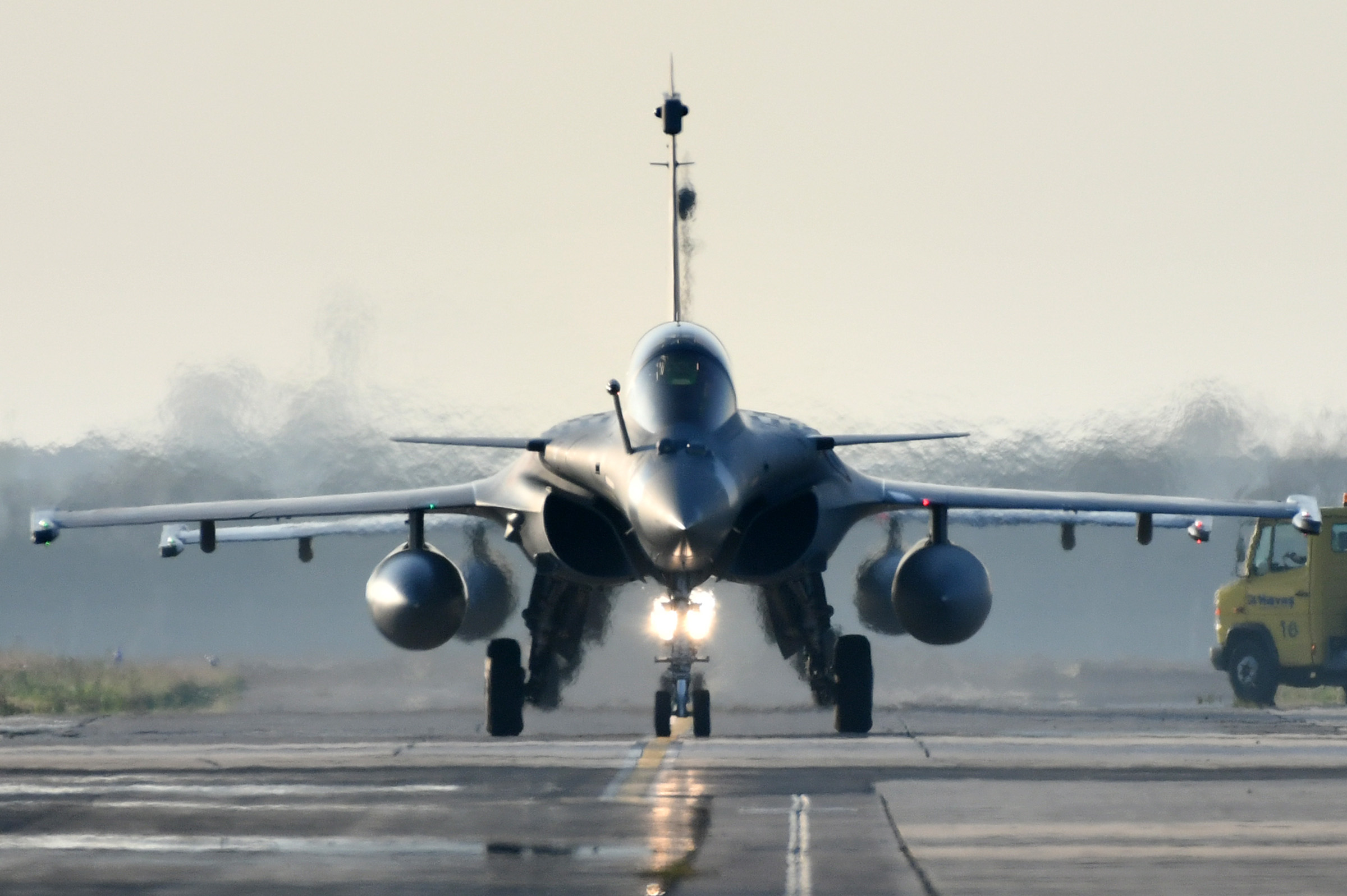
Um Dassault Rafale F-3R croata, de fabricação francesa, no Aeroporto de Zagreb.
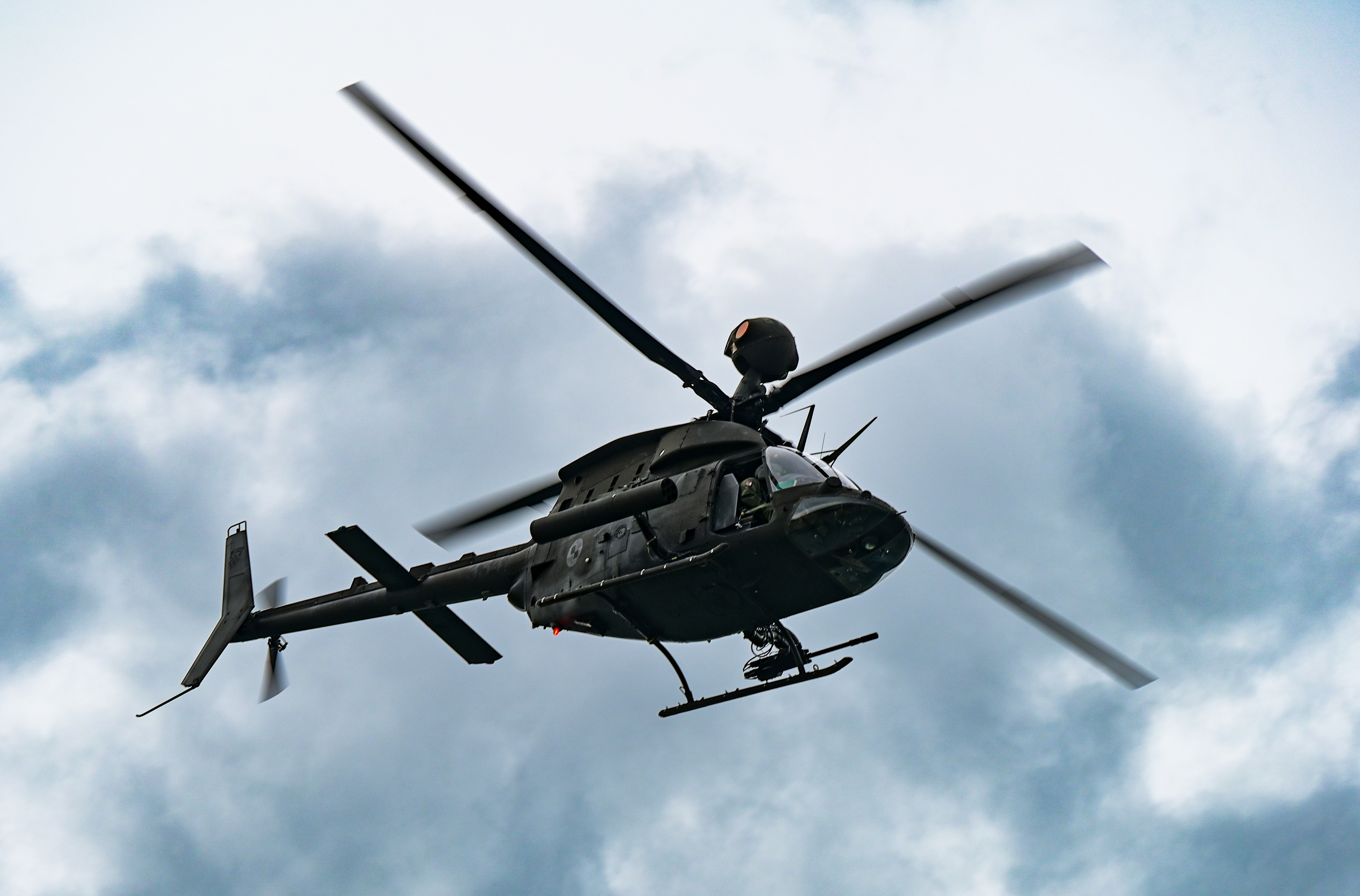
Um Bell OH-58D Kiowa Warrior da força aérea croata.
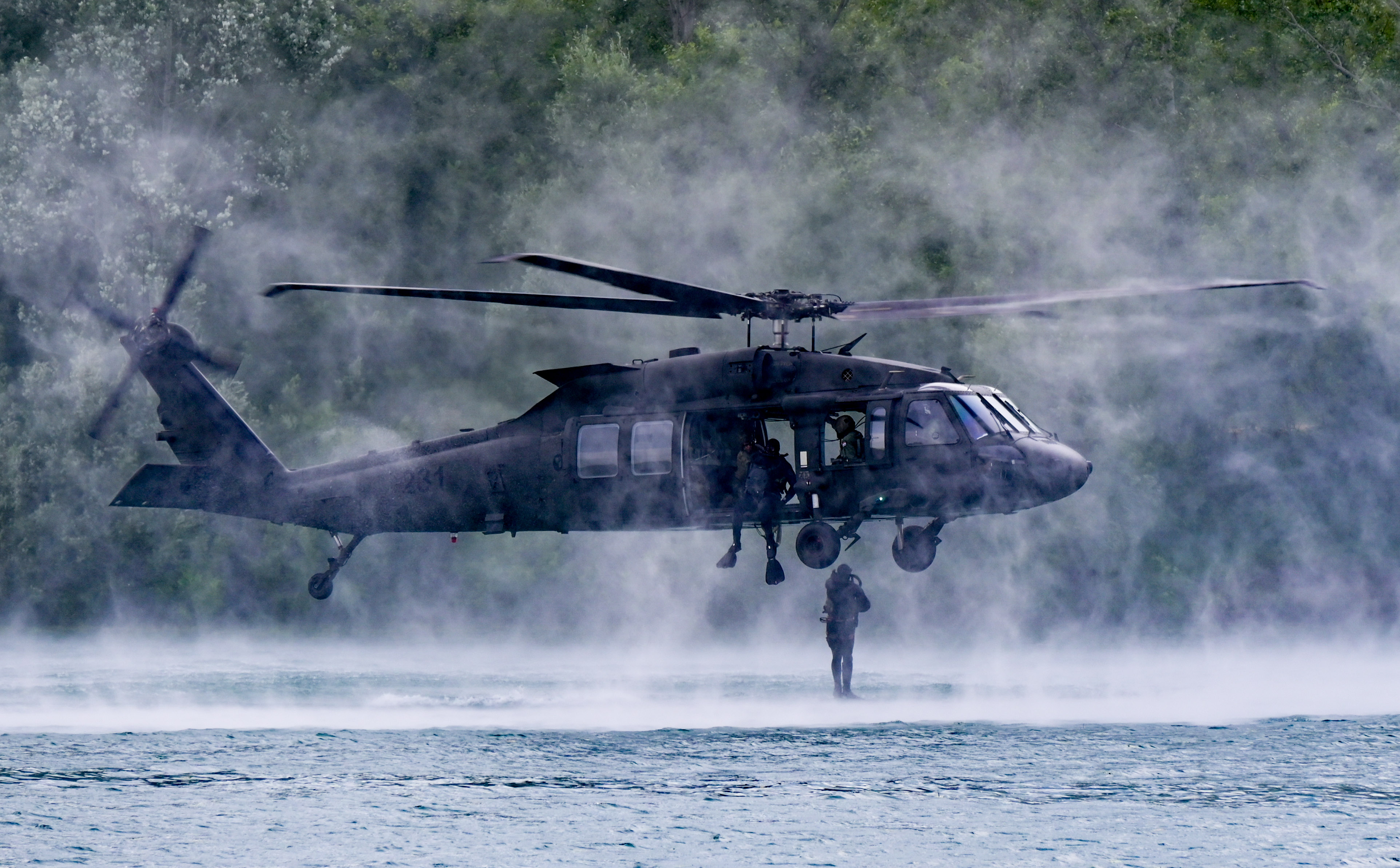
Sikorsky UH-60M Black Hawk croata sobre o Lago Jarun.